# (6266) Letzel
(6266) Letzel est un astéroïde de la ceinture principale.

## Description
(6266) Letzel est un astéroïde de la ceinture principale. Il fut découvert le 4 octobre 1986 à l'Observatoire Kleť par Antonín Mrkos. Il présente une orbite caractérisée par un demi-grand axe de 2,27 UA, une excentricité de 0,18 et une inclinaison de 5,2° par rapport à l'écliptique.

## Compléments